# 黄色
黄色（黃色、きいろ、オウショク）は、可視光のスペクトル色の緑と橙色の間にある色。主波長は約575〜585 nm。短波長側は黄緑色に、長波長側は橙色に近付く。ヒマワリの花弁のような色。暖かい印象を与える色で、暖色に分類される。
色の三原色の一つであり、CMYKカラーモデルでは原色である。RGBカラーモデルでは赤と緑の混色によってつくられる。黄色はエヴァルト・ヘリングが提唱した反対色説におけるユニーク色相のひとつであり、心理四原色（赤・黄・緑・青）のひとつでもある。なお、黄色は青の補色であるとされる。JIS規格では基本色名の一つ。
黄（き、オウ、コウ）は同義語。現代日本語では一般に「黄色」（名詞）、「黄色い」（形容詞）と呼ぶ。これは小学校学習指導要領でも使われている。
しかしJIS基本色名やマンセル表色系では「黄色」ではなく「黄（黃、き）」としている。複合語内の形態素としては、黄緑、黄身、黄信号など、「黄」が少なくない。

黄色のさまざまな色合い
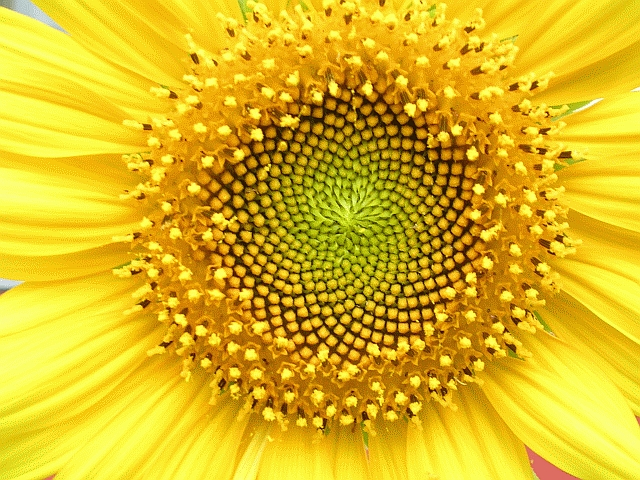
黄色い花。自然界におけるフィボナッチ数の例として使われる、ヒマワリ。
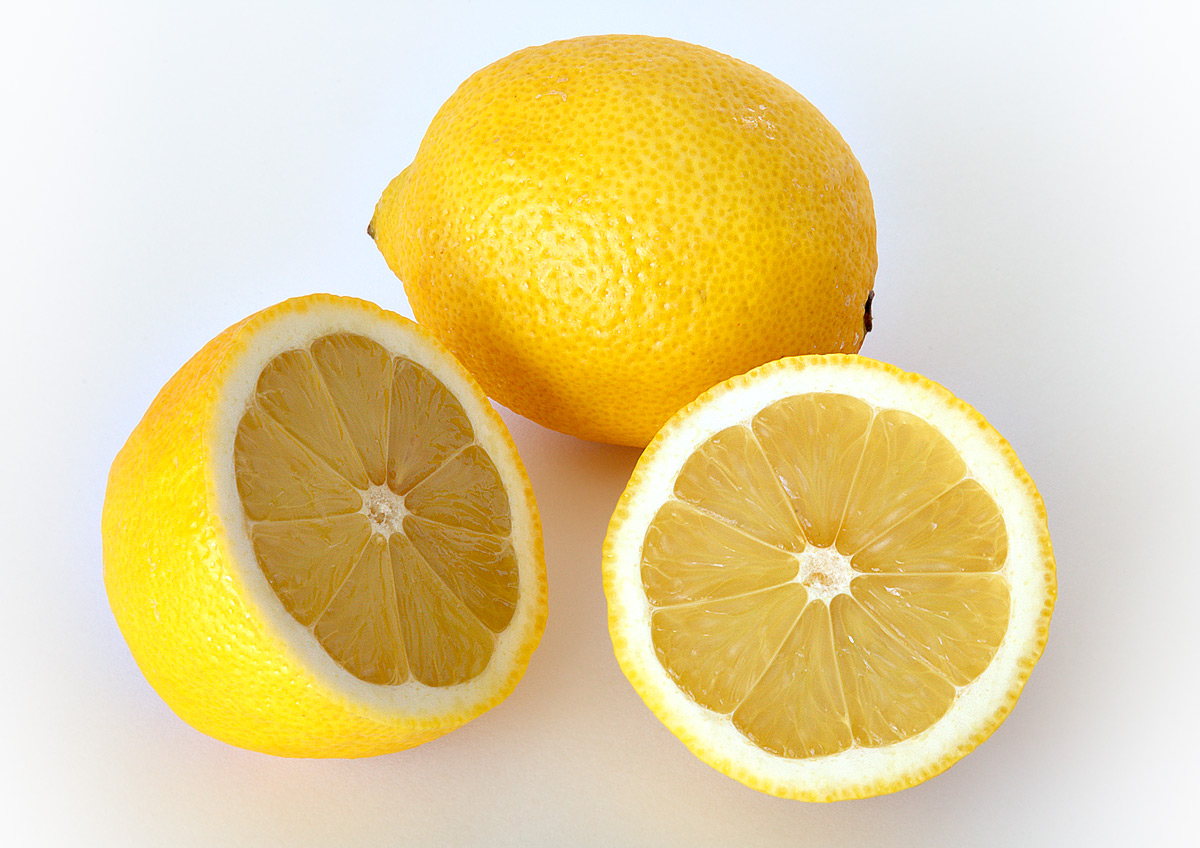
熟したレモンの果実

## 物体色としての黄色
黄色は色料の三原色の一つである。
印刷などの分野ではイエロー（yellow）と呼ぶ場合、単に黄色の英語名ではなく「色料の三原色の一つとしての黄色」であることを指示することが多い。インクやトナーの基本色である黄色（yellow）は、シアン (cyan)・マゼンタ (magenta)・キープレート（キープレート、key plate) と合わせてCMYK と呼ばれる。
具体的な物質としての黄色の顕色成分については、黄色天然染料・黄色合成染料・黄色有機顔料・黄色無機顔料を参照。

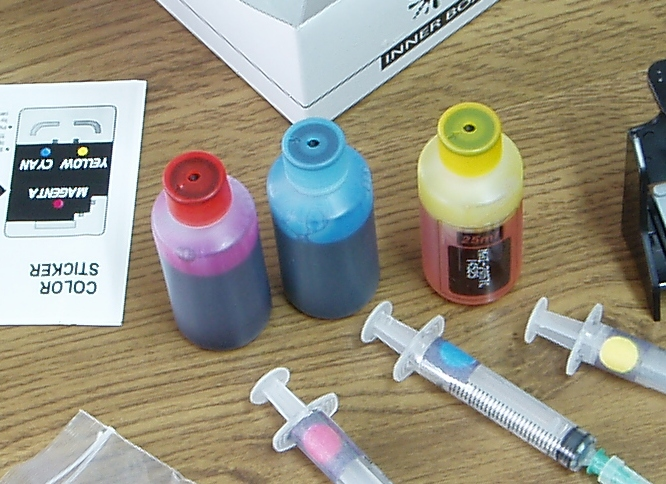
カラー印刷用のインク。右側がイエロー。カラー印刷用のイエローインクは、濃いオレンジ色をしている。

## JIS規格における黄色・イエロー
JIS では黄色およびイエローがそれぞれ定義されている。この黄色とイエローはわずかに異なる色として示されている。

## 光源色としての黄色
光の三原色である赤 (#FF0000) と緑 (#00FF00) を一対一の割合で混合した色（#FFFF00）である。RGB 値では(R, G, B) = (255, 255, 0)で表される。物体色としてむしろレモン色に近い色である。
ウェブカラーでYellowは#FFFF00と同等に扱われる。ウェブカラーでは黄色系統の色として他にLightYellow（#FFFFE0）やGold（#FFD700）などを定義している。

## 黄色の色料
着色に使用される黄色色素は様々あるが、様々な着色のシステムに用いられる色素の中で黄色を呈するものの耐光性は、総じて劣っている。加えて、無機顔料については毒性を有するものが多いが、被覆力を含めた様々な特性を全面的に代替する顔料は存在しない。
染料については、天然染料と合成染料に大別し、顔料については有機顔料と無機顔料に大別して、記述する。この区分は、顔料と染料のそれぞれの分野で尊重されている典型的な区分である。なお一般的に使用される安全な色料を先に記述し、その後で有毒で一般的に使われない色料を記述する。

### 黄色天然染料
黄色の染料のうち植物由来のもの。黄色天然染料は伝統的な染料で、一部は、日本語の来歴を証言する性格も有する。

#### 藤黄 gamboge
黄金色のガム樹脂で、東アジアでは数百年以上昔から絵具として使用された。主としてフクギ科（旧オトギリソウ科）フクギ属（マンゴスチンもこの属に含まれる）でタイやインドシナ等に自生するガンボジ（学名: Garcinia hanburyi）や、同属でインド・スリランカ等に自生するガンボウジノキ（別名: インドガンボジ; 学名: Garcinia morella）といった各種樹木から採取される。ヨーロッパでは古くから商品として伝えられており、初期フランドル絵画に使用されたとも言われる。主として水性絵具、揮発性ニス (varnish)、金属ラッカーの用途がある。草雌黄とも言う。

#### キハダ
キハダ（黄檗、黄蘗)は「黄肌」という意味で、ミカン科の植物である。5から6月頃黄緑の花をつける。樹皮の内側は黄色であり苦味がある。樹皮は染色に使用される。樹皮の薬用名は黄檗（オウバク）であり、健胃剤や火傷の薬である。なおキハダで染色する場合は媒染剤を用いず直接染料として用いる。

#### カリヤス
カリヤス（刈安）はイネ科の植物である。灰汁を媒染剤に用いる。

#### ウコン
ウコン（鬱金）はショウガ科の植物である。地下茎を黄金色の染料として用いる。媒染剤不要の直接染料。香辛料・食品用の天然着色料としても用いられる。

#### オウレン
オウレンはキンポウゲ科の植物である。根を黄色の染料として用いる。媒染剤不要の直接染料。

#### クチナシ
クチナシはアカネ科の植物である。果実を黄色の染料として用いる。媒染剤不要の直接染料。食品用の天然着色料としても用いられるが、天然着色料として用いる場合は黄色から緑、青にかけての幅広い色調をカヴァーする。

#### ズミ
ズミはバラ科の植物である。樹皮を黄色の染料として用いる。ミョウバンを媒染剤に用いる。煎餅の着色にも用いられる。

#### ハイノキ
ハイノキはハイノキ科の植物である。葉を黄色の染料として用いる。灰汁を媒染剤に用いる。

#### メギ
メギはメギ科の植物である。樹皮を黄色の染料として用いる。媒染剤不要の直接染料。

### 黄色合成染料
黄色の染料のうち石油から化学的に合成されたもの。代表的なものとしてアゾ系の黄色染料やピラゾロン系の黄色染料が挙げられる。なお黄色合成染料はレーキ化することによって黄色の有機顔料としても用いられる。レーキ型アゾ系黄色顔料やレーキ型ピラゾロン系黄色顔料はアゾ系黄色染料やピラゾロン系黄色染料をレーキ化して顔料としたものである。

### 黄色有機顔料
一般工業製品や学校で使われる絵具などには、しばしば毒性の少ない有機顔料が使用される。但し一般印刷に使用されている安価な製品は安価な赤色色素と同様紫外線に弱く、数箇月程屋外に掲示されたポスターなどはマゼンタやイエローが退色し、青く見える。なお、レーキ型の有機顔料は、水溶性を有する有色物質を電離させ、担体としての金属イオンと電気的に結合させたものである。

#### アゾ

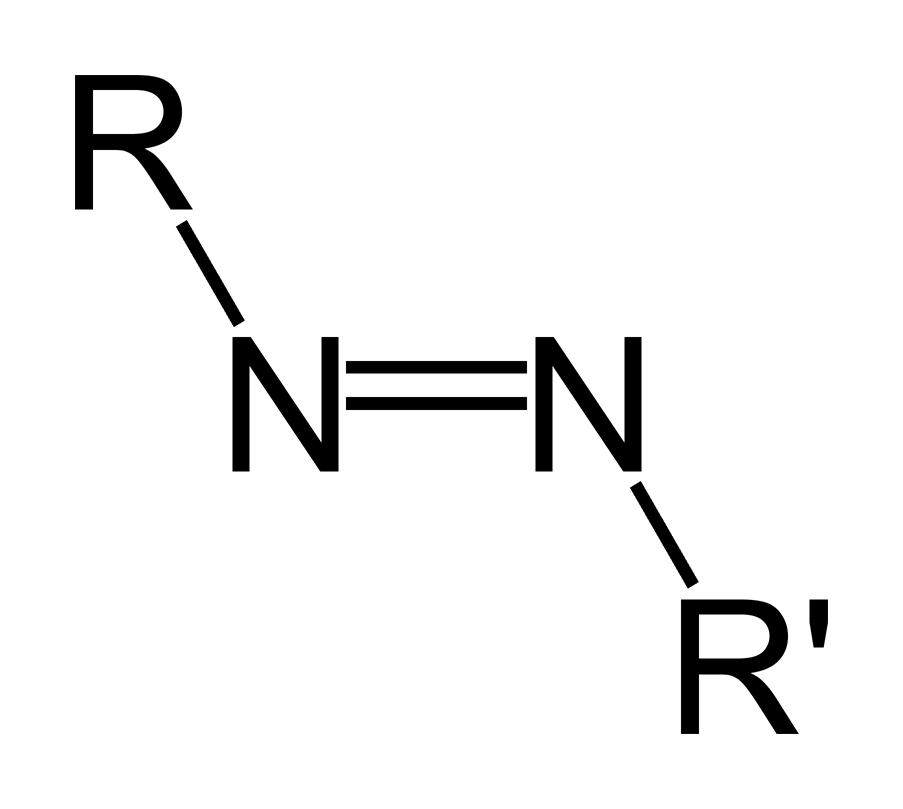
アゾ基

アゾ顔料はアゾ基を有する化合物で、顔料としては顔料色素型とレーキ顔料型がある。ただし高分子化するにつれ耐溶剤性は高まる。レーキ顔料型は鮮明な色相を有し耐溶剤性も有する。一般印刷用インキや塗料、安価な絵具等に使われている。

##### モノアゾ
黄色のモノアゾ (monoazo) 顔料の種類は多いが概して耐溶剤性に劣る。Color Index には Colour Index Generic Name、Pigment Yellow 1、Pigment Yellow 3、Pigment Yellow 74、Pigment Yellow 65、Pigment Yellow 111等が記載されている。Pigment Yellow 3は有機顔料としてはかなり以前に開発された顔料であるが、緑味黄を呈する比較的不透明な黄色顔料で、その色相やコストパフォーマンスから重要な顔料である。Pigment Yellow 65は日本では、Pigment Yellow 83によって駆逐された傾向を見出せる顔料であるが、世界的には依然として重要な顔料である。アリライドイエロー (arylide yellow) とも言う。

##### ジスアゾ
ジスアゾ (disazo) 顔料も種類が多い。モノアゾ顔料と比較して着色力が強く、耐溶剤性も高い。Color Index には Colour Index Generic Name、Pigment Yellow 81、Pigment Yellow 83等が記載されている。ジアリライドイエロー (diarylide yellow) とも言う。

##### 縮合ジスアゾ
縮合ジスアゾ (condensed disazo) 顔料は従来の不溶性アゾ顔料に比べ、耐光性、耐溶剤性などが高いが、生産コストも高い。ジスアゾ縮合とも呼ばれる。具体的には、Pigment Yellow 93、Pigment Yellow 94、Pigment Yellow 95、Pigment Yellow 128、Pigment Yellow 155、Pigment Yellow 166がある。Pigment Yellow 94は生産終了。
Pigment Yellow 128は、現行最も緑味の縮合ジスアゾ顔料で、インクジェットインキ等にも使用される実績のある、透明性が高い割に鮮明な顔料である。
Pigment Yellow 155は、Pigment Yellow 17に近い色相を具えた鮮明な黄色顔料である。耐久性が高く塗料、インキ、プラスチックなど様々な分野で使用されている重要な顔料で、色相や物性の異なる様々な製品が流通している。塗料分野では高い隠蔽性を具えた製品が使用されていて、耐候性はかなり優れている。印刷インキ用としては、透明タイプも隠蔽タイプも使用されているが、透明タイプは流動性に難がある。単にジスアゾ顔料にも分類されることもある。

##### ピラゾロン
ピラゾロン系黄は赤味の強い黄色系統の顔料である。Colour Index Generic Name、Pigment Orange 13、Colour Index Generic Name、Pigment Orange 34 がよく使用される。レーキ型ピラゾロン系黄色顔料として、タートラジンイエローがある。色合いは美しいが耐光性に難がある。そのため、あまり普及していない。

##### ベンツイミダゾロン
ベンツイミダゾロン (benzimidazolon) 顔料は近年重要性が高まっているアゾ顔料で、その中でも特に重要なのはベンツイミダゾロン系モノアゾ (benzimidazole monoazo) である。具体的にはPigment Yellow 151、Pigment Yellow 154、Pigment Yellow 175 等がある。ベンツイミダゾロン顔料の内で赤味のものは橙色を示すが、それ程優れた顔料ではない。具体的にはPigment Orange 36、Pigment Orange 72がある。

##### キノキサリン

キノキサリン

キノキサリン顔料としては、Pigment Yellow 213がある。Pigment Yellow 175のベンツイミダゾロン基をキノキサリンジオン基に置換した構造である。つまり、Pigment Yellow 175に炭素原子1個、酸素原子1個が追加された分子構造のモノアゾ顔料である。分子式は、C22H19N5O8で、分子量は約481 g/mol。色相はPigment Yellow 175より赤味で、Pigment Yellow 154より緑味であり、幾分緑味の黄色を呈する顔料である。濃色ではPigment Yellow 154よりも不透明で、淡色では着色力の強さが際立つ。耐久性に関しては、全面的にPigment Yellow 154と同等以上で、Pigment Yellow 154の弱点である耐溶剤性と耐オーバーラッカー性を格段に向上させている。現在はまだ黄色顔料としては高価である。N-メチルピロリドン中で加熱して製造される。

#### アゾメチン

イミン(シッフ塩基)

アゾメチン顔料は、シッフ塩基そのもの、或いは、シッフ塩基の一部を置換した構造、特にイミンを分子構造中に有する顔料。

##### 金属錯体顔料

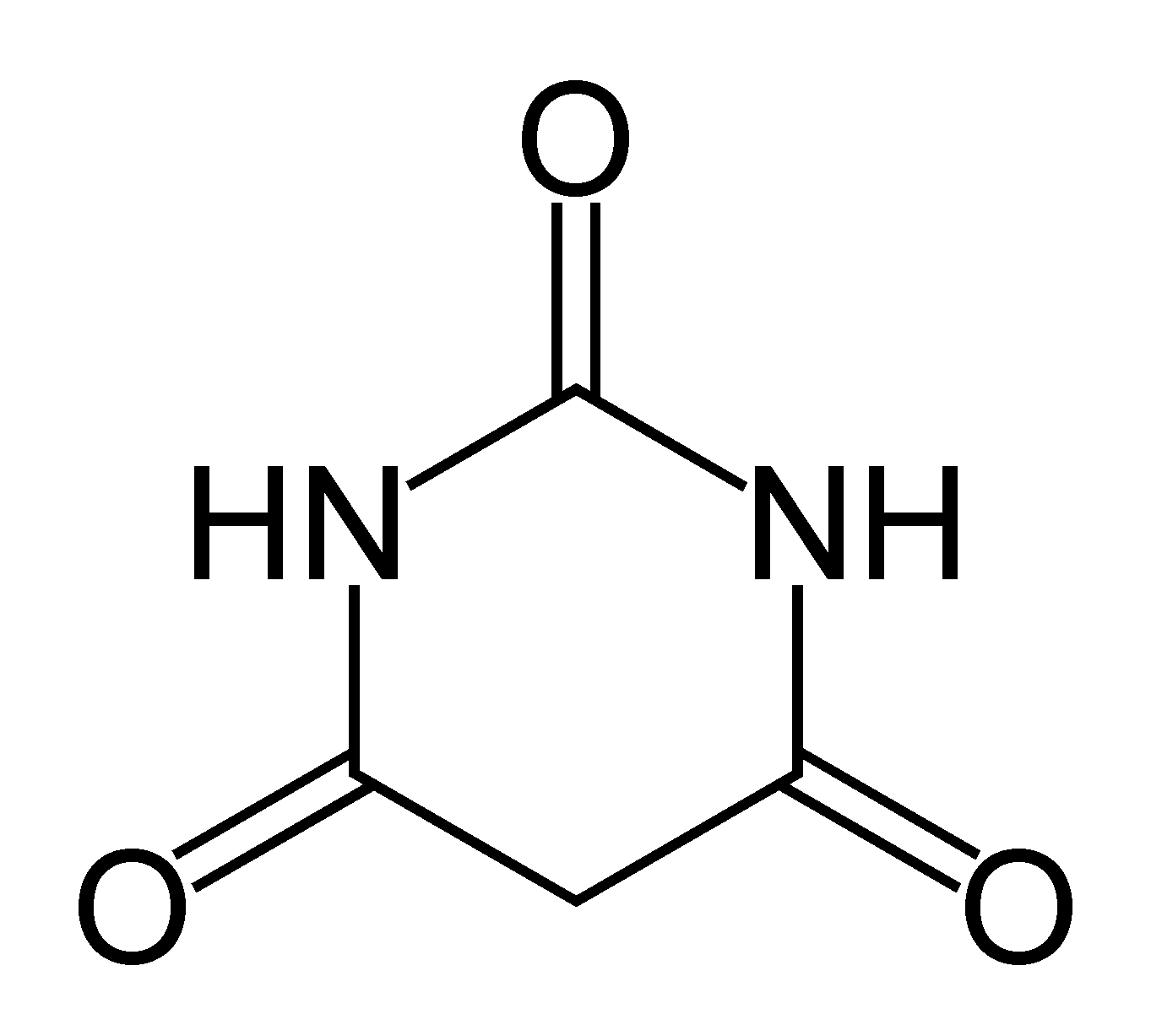
バルビツール酸

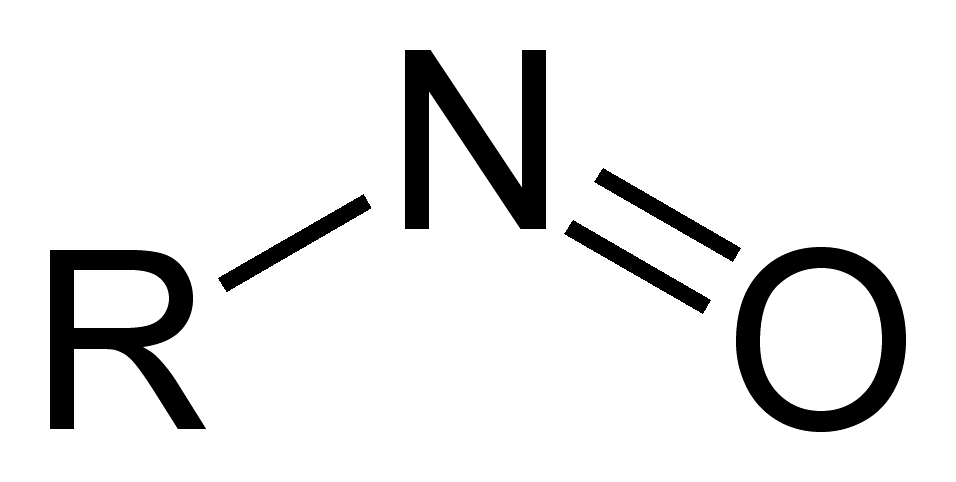
ニトロソ基

金属錯体顔料は、高い透明性と濃色と淡色の色差が特徴であるが、彩度の低さなどから市場性が限定的であり、比較的短期間で生産が終了したものもある。
具体的にはPigment Yellow 117、Pigment Yellow 129、Pigment Yellow 150、Pigment Yellow 153がカラーインデックスに記載されている。
Pigment Yellow 117とPigment Yellow 129は濃色ではいわゆるオリーブ色で、淡色は緑味黄である。Pigment Yellow 129は、Pigment Yellow 117に類似した構造の顔料で、Pigment Yellow 117よりは幾分鮮やかである。Pigment Yellow 117はBASFの製品であったが生産終了。
Pigment Yellow 150は濃色では低彩度で低明度の赤味黄であり、淡色は不鮮明な中黄である。チタン白との併用で「レモンイエロー」になると表現されるが、実際にはレモンイエローと呼ぶには随分赤味であり、幾分宣伝的な表現である。Pigment Yellow 150は、2つのバルビツール酸の炭素と化合している水素原子2個をアゾ基で置換した構造、言い換えると、2つのバルビツール酸をアゾ基で架橋した構造のニッケル錯体顔料である。関連する合衆国特許は、United States Patent 3869439である。
Pigment Yellow 153は濃色ではやや暗い黄橙色を呈し、淡色は赤味黄である。濃淡に関わらず、発色が重くやや不透明で曇りがある。彩度は比較的高いが、多くのアゾ顔料程の明度の高さは無い。色相、粒度、外観性状、透明性など幾つもの理由から、プロセスカラーには適さない。ニッケル錯体顔料で、窒素原子と酸素原子が化合した箇所が多く、複数の構造式が知られている。構造中にニトロソ基を有する。

##### キノフタロン

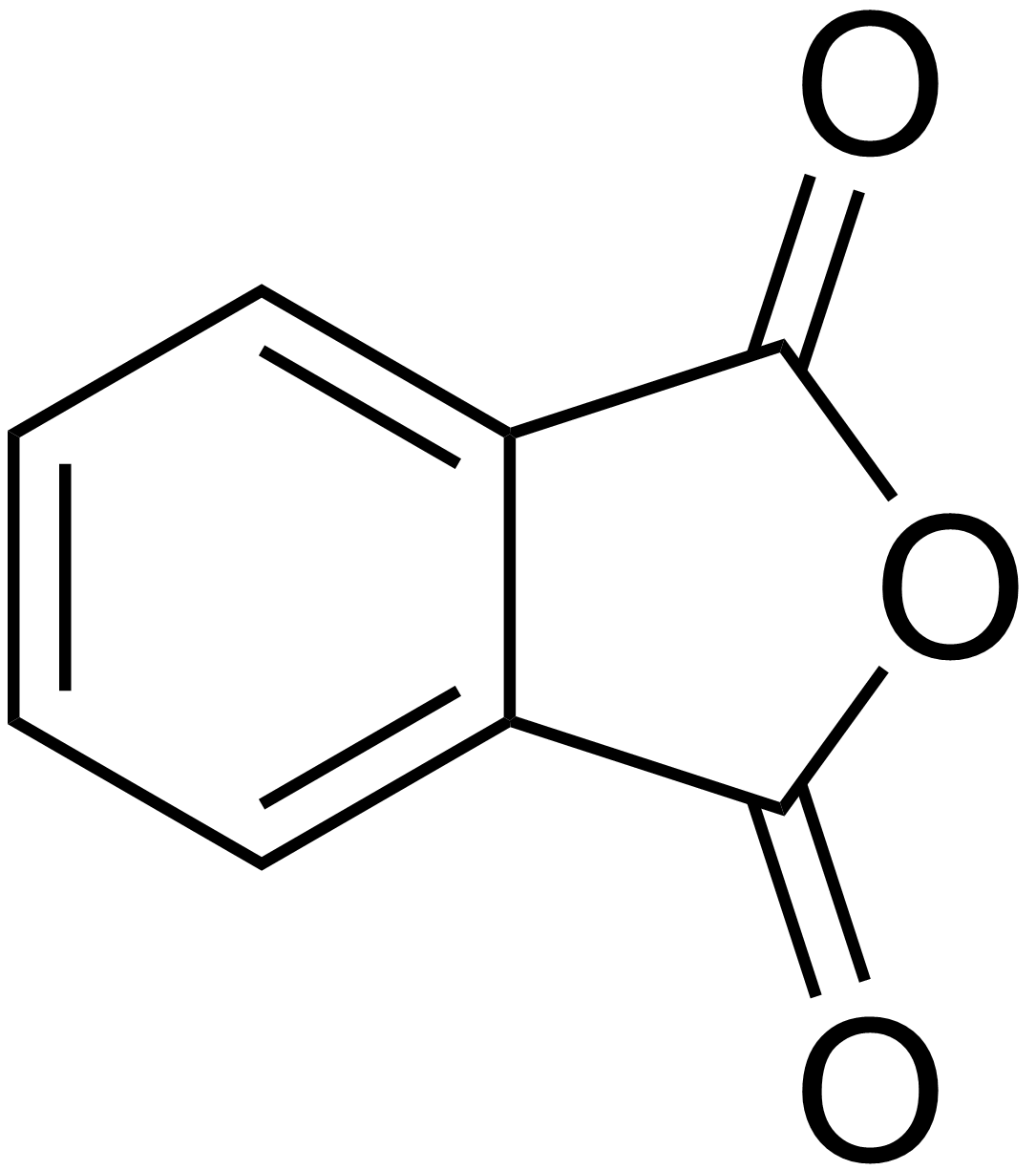
無水フタル酸

黄色顔料のキノフタロンイエローは 1968 年に開発された。無水フタル酸とキナルジンから合成される顔料で、フタロシアニン顔料に匹敵する高い堅牢性を具える。高価であるため、あまり普及していない。Colour Index には Colour Index Generic Name Pigment Yellow 138 が記載されている。

##### イソインドリノン

イソインドール

イソインドリノン顔料は、イソインドールの五員環を構成する炭素と化合している水素1個を酸素で置換し、もう一方の水素を脱落させた構造として説明可能な、イソインドリノン骨格を有する顔料である。
具体的には、Pigment Yellow 109、Pigment Yellow 110、Pigment Yellow 173、Pigment Orange 61 がある。蛍光を発するが不安定なイソインドールを塩素の導入などによって、耐久性を改良した顔料シリーズである。Pigment Yellow 173は最も緑味で、透明性が高い。導入されている塩素原子は1分子当たり2個。これ以外のPigment Yellow 109、Pigment Yellow 110、Pigment Orange 61に導入されている塩素原子は1分子当たり8個で、高塩素顔料である。Pigment Orange 61は、構造中にアゾ基を有する。

#### イソインドリン
イソインドリン顔料は、イソインドールの五員環を構成する炭素と化合している水素2個を炭素で置換した構造として説明可能な構造を有する顔料である。現在までに、対称性の高い分子構造の顔料は存在していない。具体的には、Pigment Yellow 139、Pigment Yellow 185、Pigment Orange 66、Pigment Orange 69、Pigment Red 260 がある。Pigment Red 260は、構造中にシッフ塩基を有する。

#### アントラキノン

アントラキノン

黄色のアントラキノン系の顔料としてColour Index にはColour Index Generic Name、Pigment Yellow 24 が記載されている。このフラバントロンイエローは、1901 年に開発された。アントラキノンの一部を置換した構造を具えた顔料であり、アントラキノン顔料に分類される。260℃まで安定である耐熱性、希釈時の耐光性が際立っている。色数が乏しく高価であり、用途は限定的である。現在は製造中止。

### 黄色無機顔料
色合いや耐光性、被覆力などの性能から有機顔料では代替できないものがある。毒性が強いものもある。

#### 黄土
世界中で極めて古くから使用されてきた黄色顔料で、フランスやイギリスで良質のものが産出する。いわゆるシエナ土の組成は黄土とほとんど同じで、類似している。水和酸化鉄 Fe2O3・H2O を主たる発色成分とし、珪酸アルミを含有する。様々な成分による自然な色合いに特徴がある。色合いも多様であるが、いわゆる黄土色を呈すると言って障りない。毒性のない黄色無機顔料として知られ、有機顔料が使用できない用途での使用がある。Colour Index Generic Nameは天然黄土がPigment Yellow 43で、合成黄土がPigment Yellow 42である。

#### コバルト黄
コバルト黄は、含水亜硝酸第二コバルトカリである。彩度が高く堅牢で、黄色の無機顔料の中で唯一、透明である。耐光性はあまり高くない。オーレオリンの名前で絵具として使用されている。Colour Index Generic NameはPigment Yellow 40である。ただし、コバルト黄によらない「オーレオリン」も存在する。このように、絵具の名称から顔料の組成を即断することはできない。

#### 黄色複合酸化物顔料
チタン-ニッケル-アンチモン 酸化物、チタン-ニッケル-バリウム 酸化物、チタン-クロム-アンチモン 酸化物、ジルコニウム-バナジウム 酸化物などは、黄色を呈する複合酸化物顔料である。複合酸化物顔料 (mixed metal oxide pigment) とは、複数の金属酸化物を混合し、1000℃以上の高温で焼成した顔料である。複合酸化物顔料は着色力が小さいものの、耐熱性、耐候性に優れる。セラミックや耐熱塗料に使用される。焼成顔料 (calcination pigment) とも呼ばれる。

##### チタン系黄
黄色のチタン系顔料は、下掲のものが知られている。

###### チタン-ニッケル-アンチモン 酸化物
レモン調の極めて堅牢な顔料。チタン、ニッケル、アンチモンの酸化物固溶体。安全な無機顔料として知られている。1950年代にUSAで製造されるようになった。Colour Index Generic NameはPigment Yellow 53である。

###### チタン-ニッケル-バリウム 酸化物
彩度の高い緑味がかったレモン調の顔料。チタン-ニッケル-アンチモン酸化物同様安全な無機顔料として知られている。Colour Index Generic NameはPigment Yellow 157である。

###### チタン-クロム-アンチモン 酸化物
鮮明な黄土色といった色合いの顔料。クロムを含む黄色顔料ではあるがクロムが六価ではなく三価の状態になっており、クロム化合物であるが、現在使用されている安全性の高いクロム系顔料同様、安全な顔料として知られている。Colour Index Generic NameはPigment Brown 24である。

###### チタン-クロム-ニオブ 酸化物
チタン-クロム-アンチモン 酸化物同様クロムが三価の状態で含まれる黄色顔料であり、クロム化合物であるが安全性の高い顔料として知られている。Colour Index Generic NameはPigment Yellow 162である。

###### チタン-クロム-タングステン 酸化物
チタン-クロム-アンチモン 酸化物やチタン-クロム-ニオブ 酸化物同様クロムが三価の状態で含まれる黄色顔料であり、クロム化合物であるが安全性の高い顔料として知られている。Colour Index Generic NameはPigment Yellow 163である。

##### バナジウムジルコニウム黄
ジルコニアにバナジウムイオンを固溶させて製造される黄色顔料で、セラミック顔料として使用される。Colour Index Generic NameはPigment Yellow 160である。

##### バナジウムスズ黄
酸化スズにバナジウムイオンを固溶させて製造される黄色顔料で、セラミック顔料として使用される。バナジウムジルコニウム黄よりも色調が鮮やかである。Colour Index Generic NameはPigment Yellow 158である。

##### ビスマスバナジウム黄
ビスマスの化合物とメタバナジン酸アンモニウムを反応させて製造される黄色顔料で、ビスマスのバナジン酸塩である。ビスマス黄 (Bismuth Yellow) とも呼ばれる。鮮やかな色調をもち耐熱性に優れた毒性のない黄色無機顔料であることから、鮮やかな色調ながら毒性が強くなおかつ発色と効果の面で黄色有機顔料による代替を許さなかったカドミウム黄の代替品として使用されることがある。Colour Index Generic NameはPigment Yellow 184である。

#### プラセオジム黄
ジルコンに4価のプラセオジムイオンを固溶させて製造される黄色顔料で、セラミック顔料として使用される。黄色の無機顔料の中では安全性が高く、近年は絵具にも使用されている。

#### 石黄 Orpiment
黄色を呈する硫化ヒ素で、各地に産するが毒性があり、その供給に限りがあり今日では顧みられない。純度の高いものは、輝きのある冴えたレモン色を呈する。古画にあっては、荒粒で用いられ、現在でも豊かな黄色を保っている。しばしば、近い関係にあるリアルガーを含んでいる。プリニウスやウィトルウィウスが言及している、古典時代に使用された顔料である。ド・ヴィルトの調査によれば、オランダ及びフランドルの絵画には一例も使用が無い。これは錫 - 鉛 - 黄の登場によって、不要になったからだと考えられている。Colour Index Generic NameはPigment Yellow 39である。

#### 錫 - 鉛 - 黄
14世紀においても僅かに使用されたが、15-17世紀に使用された顔料である。17世紀のナポリ黄の出現により忘却され、かつては、ナポリ黄と混同されていた。1940年デルナー研究所のヤコビ博士のスペクトル分析によって再発見されるまで、様々な文献にも現れない。隠蔽力に優れ、油性媒材、水性媒材ともなじむ。

#### 密陀僧 Massicot
密陀僧・マシコット、金密陀・リサージ (litharge) は共に黄色を呈する一酸化鉛の呼称である。塩基性炭酸鉛を長時間高温で加熱すると黄色の一酸化鉛が得られる。かつてはヨーロッパ絵画に使用されたと言われているが、自然科学的方法で調査すると錫 - 鉛 - 黄である。日本においては法隆寺壁画に使用された。唐から日本に密陀僧が伝わり乾燥促進剤として使用された。

#### ナポリ黄
主成分はアンチモン酸鉛。イタリアのベスビオス火山で得られたとされる。Colour Index Generic NameはPigment Yellow 41である。絵具のネープルスイエローは、名前として残る。但しセラミック顔料のネープルスイエローは本物のアンチモン酸鉛が使用されている。

#### クロム酸系黄
黄鉛、ジンククロメート、バリウムクロメート、ストロンチウムクロメート、カルシウム黄等のクロム酸塩からなる黄色顔料。六価クロムを含むため毒性が強く、また耐光性に弱い上硫化水素により黒変するといった欠点がある。クロム酸系黄のうち黄鉛とジンククロメートは 2000年頃までは錆止め塗料や黄色塗料に大量に使われていたが、毒性や環境問題から使用が制限されてきている。例えば自動車用塗料では既に鉛や六価クロムを含む顔料はほとんど使用されていない（日本自動車工業会 JAMAGAZINE より）。また日本塗料工業会でも自主規格 JPMS 26 を設け、塗料中の鉛を減らすように動いている。

##### バリウム黄
バリウム黄はクロム酸バリウムで、淡緑黄の顔料でクロム酸カリウムと塩化バリウムの溶液から作る。塩化バリウムが塩化ストロンチウムに置き換わる以外は、ストロンチウム黄と同じ製法である。1809年ヴォークランはクロム酸バリウムの製法を発表したが、これはこの顔料の最初の記録である。バライタイエロー、バライトイエロー、レモンイエローとも言われる。Colour Index Generic NameはPigment Yellow 31である。

##### ストロンチウム黄
淡緑黄の顔料でクロム酸カリウムと塩化ストロンチウムの溶液から作る。塩化ストロンチウムが塩化バリウムに置き換わる以外は、バリウム黄と同じ製法である。ウルトラマリンイエローの名称ももつがウルトラマリンとは無関係。クロム酸ストロンチウム。ストロンシャンイエロー、レモンイエローとも言われる。Colour Index Generic NameはPigment Yellow 32である。

##### カルシウム黄
クロム酸カルシウムを主成分とする黄色顔料。Colour Index Generic NameはPigment Yellow 33である。

##### 黄鉛 Chrome Yellow
黄鉛はクロム酸鉛を主成分とする。L.N.ヴォークランは、回想録の 1909 年の欄においてクロム酸鉛の製法および性質を記している。そして1818年に大量生産が開始された。かつて塗料に大量に使用されていたが最近は毒性を考慮して使用が減少している。黒変する。ジャック＝ルイ・ダヴィッドは、この顔料のパレットへの採用に関して保守的だった。フィンセント・ファン・ゴッホがよく使用したことも知られている。ゴッホの黄色が独特の色合いをしているのは、黄鉛が黒変する為であり、必ずしも彼の色彩感覚が独創的だったことを意味しない。Colour Index Generic NameはPigment Yellow 34である。

##### 亜鉛黄
クロム酸亜鉛、クロム酸カリ亜鉛、塩基性クロム酸亜鉛による顔料などを亜鉛黄と呼称する。ジンクイエロー。レモンイエローとも言われる。Colour Index Generic NameはPigment Yellow 36である。

#### カドミウム黄
組成は硫化カドミウム（Colour Index Generic Name、Pigment Yellow 37）もしくは硫化カドミウム-硫化亜鉛（Colour Index Generic Name、Pigment Yellow 35）である。Colour Index Generic Nameからはカドモポン黄であるか否かは判別できない。ただし欧米では、カドミウム黄でも毒性の高いPigment Yellow 37ではなく、Pigment Yellow 37よりは毒性が弱いPigment Yellow 35に代替されている。淡色は淡色のビスマスバナジウム黄にも似た色合いであるが、濃色のカドミウム黄は濃色のビスマスバナジウム黄では到底及ばない、高彩度で不透明性の高い無機顔料である。堅牢性は複合酸化物による黄色顔料のほうが高いが、色合いではカドミウム黄が優れる。有毒で高価であり、なおかつ絵具以外ではカドミウム黄と似た色調でなおかつ毒性のない黄色無機顔料であるビスマスバナジウム黄に代替されているため、今日では油絵具や水彩絵具を除いてほとんど使われない。他方、絵具においては、先述の性質から人気が高く、カドミウム黄の優れた特性を全面的に具えた代替物は存在しない。したがって、代替顔料はカドミウム顔料が持つ優れた特性を必要としない場合にこそ勧められる。また、世間ではカドミウム化合物が環境に及ぼす影響を懸念する声が一部存在するが、絵具メーカーが使用するカドミウム顔料は、実用において他の物質に溶け出すことは無い。

## 黄色に関する事項

### 警戒色としての黄色

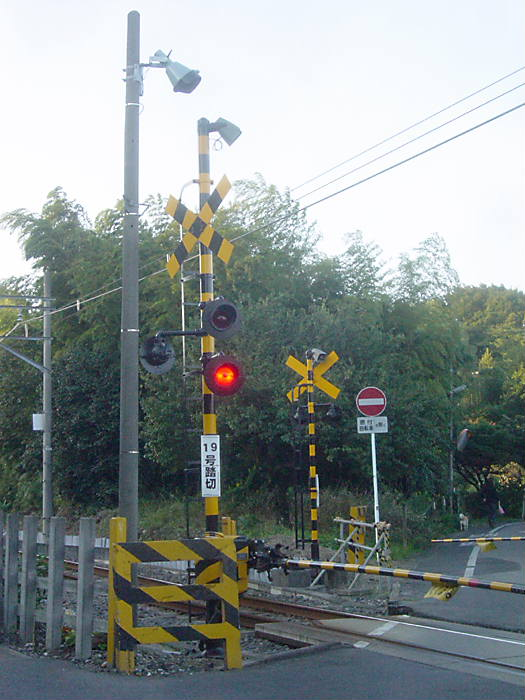
踏切警報機に使用される警戒色

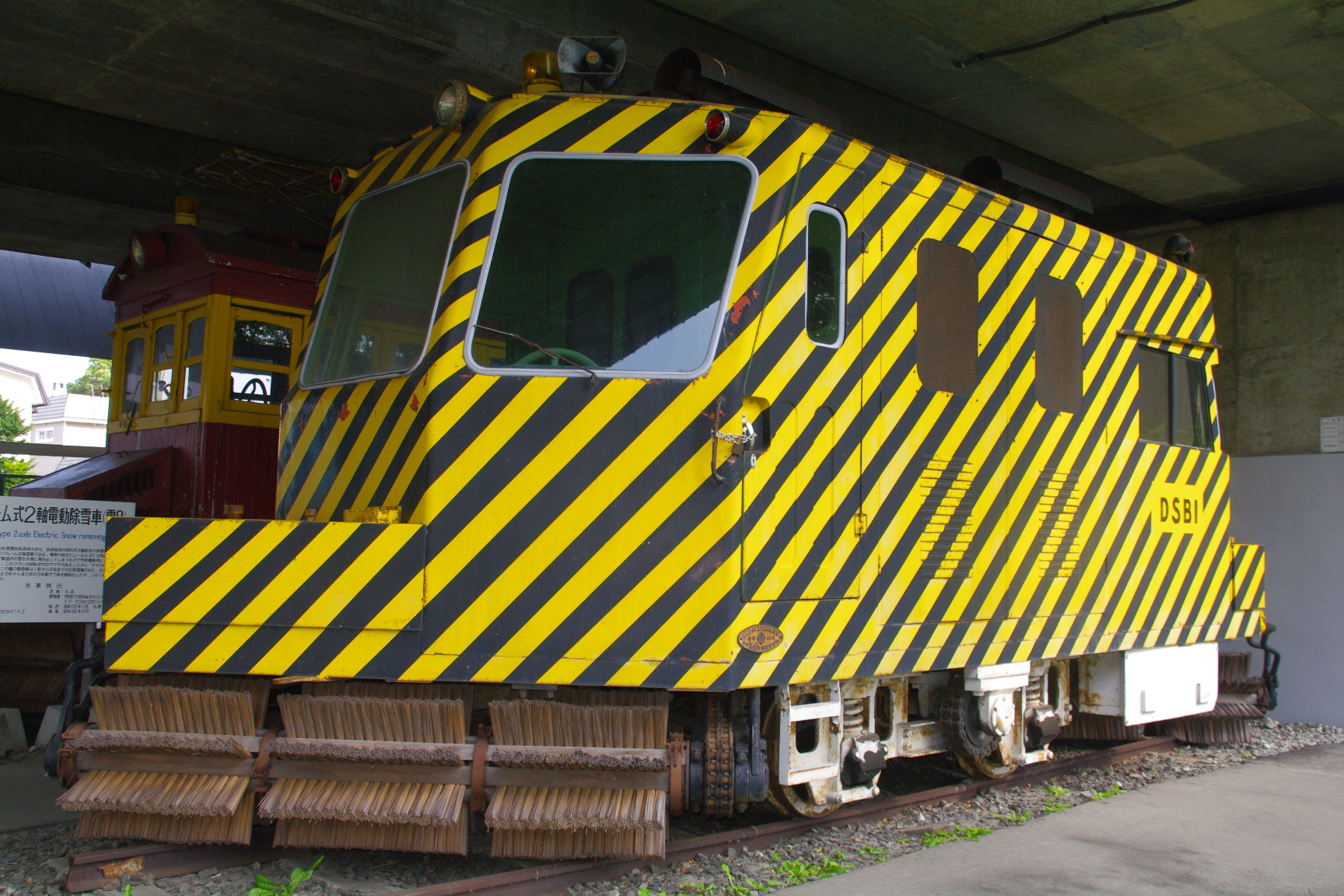
内燃除雪車 DSB1形

黄色は視認性の高い色で、特に黒との組み合わせは非常に目立つコントラストとなる。この「黄色と黒」の組み合わせを一般に「警戒色（警告色）」と呼び、交通標識（警戒標識）や軽自動車のナンバープレート（下記参照）、鉄道の踏切、工事現場、各種工場などで多用される。警戒色としての黄色と黒の組み合わせは、太陽の色である黄色と、闇夜の色である黒を組み合わせる事で、視認性を高めている。俗に「虎マーク」とも呼ばれている。
日本海海戦のロシア艦隊は、煙突を黄色と黒に塗り分けており、日本艦隊にとって視認しやすかったと言われている。また、蜂の体色も、黄色と黒の組み合わせ（縦縞）であることが多い。これは、蜂は毒針で刺す能力を持つ自分を、視覚的に他の動物に印象づけることで、外の動物が避けてくれるようになる効果を持つと言われており、これを生物学の分野でも「警戒色」という。ちなみに、虻やカミキリムシの一部など、擬態のためにこの体色となる生物も少なくない。
このように、黄色は暗い所でかなり目立つ色なので、交通安全には必需の色であると言える。特に小学生が登下校時に被る通学帽（黄色い帽子）や、幼稚園児の通園バッグや、児童用の雨傘には、黄色一色が用いられることが多い（かつては珠算塾の通塾バッグなどにも黄色が多く使われていた）。かっぱやヘルメットにも、黄色一色が用いられることも多い。関連してアメリカ合衆国のスクールバスの多くは黄色に黒帯のカラーリングを採用する。（en:School bus yellowも参照）

### 文化としての黄色
欧米では「Yellow」は「腰抜け」の意味で、侮辱・罵倒語でマイナスイメージが多い。その為欧米での安易な使用は控えるべきである。由来はイスカリオテのユダが着ていた服が黄色というが由来とされる。またモンゴロイドを指す言葉としても不適当とされる。
反対に中国では黄色が皇帝しか着用が許されなかったこともあり、プラスイメージである。

## 近似色
- レモン色
- クリーム色
- 淡黄色
- 浅黄色
- 山吹色
- 黄土色
- 金色
- オレンジ色
- 橙色
- 琥珀色
- ゴールデンイエロー
- ミカドイエロー
- サフラン色
- 玉蜀黍色
- アプリコット
- ベージュ
- 生成色
- カーキ色
- バフ
- ジャスミン
- ストロー
- 茶色
- オリーブ色
- 黄緑
- 萌黄
- ライムグリーン
- 黄1号
- 黄5号